# 諾森伯蘭開發計劃
諾森伯蘭開發計劃（Northumberland Development Project）是英超球隊熱刺修建新的托定咸熱刺球場，以取代白鹿巷球場作为俱樂部主場球場的計劃。该计划还包含了酒店、住房和商业建筑。